# Estatic Fear
Estatic Fear est un groupe de doom metal autrichien, formé en 1994. Le groupe compte deux albums publiés par le label CCP Records, avant de se séparer en 1999.

## Biographie
Le groupe est formé en 1994, et mené par un seul homme, Matthias Kogler (alias Calix Miseriae), qui s'entoure lors de l'enregistrement des albums de musiciens. Leur musique tire son inspiration dans la musique classique et le metal, le tout baignant dans une atmosphère médiévale. Son originalité vient de l'utilisation d'instruments anciens, comme la flûte ou le luth, mélangé avec de la guitare acoustique, du violoncelle ou du piano. Cela donne aux mélodies, très mélancolique, une profondeur et une délicatesse rare.
En 1996, le groupe publie son premier album studio, intitulé Somnium Obmutum. En 1999 sort le second et dernier album du groupe, A Sombre Dance,,. Les textes et les mélodies de l'album sont entièrement écrites par Matthias Kogler. Klaus Kogler, le père de Matthias, avait déjà participé en 1981 à l'album No Wave "0" de Tsiegen Foot Music. Le groupe se sépare en 1999.

## Membres

### Derniers membres
- Matthias « Calix Miseriea » Kogler - guitare, piano (1994-1999)[4]
- Markus Pointner - batterie (1998-1999)[4]

### Anciens membres
- Milan « Astaroth Magus » Pejak - batterie (1994-1998)[4]
- Markus « Beowulf » Miesbauer - basse, chant (1994-1998)[4]
- Stuaff - guitare (1994-1998)[4]

### Membres en studio
- Franz Hageneder - flute (1999)[4]
- Bernhard Vath - violoncelle (1999)[4]
- Klaus Kogler - flute (1999)[4]
- Thomas Hirtenkauf - chant (1999)[4]
- Jürgen « Jay » Lalik - chant (1999)[4]
- Claudia Schöftner - chant (1999)[4]

## Discographie
- 1996 : Somnium Obmutum
- 1999 : A Sombre Dance